# Melanagromyza solanidis
Melanagromyza solanidis este o specie de muște din genul Melanagromyza, familia Agromyzidae, descrisă de Spencer în anul 1959. Conform Catalogue of Life specia Melanagromyza solanidis nu are subspecii cunoscute.